# Мета (Италия)
Вижте пояснителната страница за други значения на Мета.
Мѐта (на италиански: Meta, може да се намира и неправилната форма Meta di Sorrento, Мета ди Соренто) е пристанищно градче и община в Южна Италия, провинция Неапол, регион Кампания. Разположено е на брега на Тиренско море, на северния бряг на сорентския полуостров. Населението на общината е 8041 души (към 2010 г.).